# Peter Borwein
Peter Benjamin Borwein (St. Andrews, Escocia, 10 de mayo de 1953-Burnaby, 23 de agosto de 2020) fue un matemático canadiense, profesor en la Universidad Simon Fraser. Conocido como coautor del artículo que presentó el algoritmo de Bailey-Borwein-Plouffe (descubierto por Simon Plouffe) para calcular π. 

## Primer interés en las matemáticas
Borwein nació en una familia judía. Se interesó por la teoría de números y el análisis clásico durante el segundo año de universidad. Anteriormente no había estado interesado en las matemáticas, aunque su padre fue el jefe del departamento de matemáticas de la Universidad de Western Ontario y su madre fue decana asociada de medicina en la misma universidad. Borwein y sus dos hermanos se especializaron en matemáticas. 

## Carrera académica
Después de completar una Licenciatura en Ciencias en Matemáticas con Honores en la Universidad de Western Ontario en 1974, completó una Maestría y elDoctorado en la Universidad de Columbia Británica. Se unió al Departamento de Matemáticas de la Universidad Dalhousie en Halifax. Mientras estuvo allí, junto con su hermano Jonathan Borwein y David H. Bailey de la NASA, escribió un documento fechado en 1989, que mostraba una procedimiento para calcular mil millones de dígitos de π. Ganaron el Premio Chauvenet 1993 y el Premio Hasse. 
En 1993, se mudó a la Universidad Simon Fraser, uniéndose a su hermano Jonathan para establecer el Centro de Matemáticas Experimentales y Constructivas (CECM) donde desarrolló la Calculadora Simbólica Inversa.

## Investigación
En 1995, los Borwein colaboraron con Yasumasa Kanada de la Universidad de Tokio para calcular π con más de cuatro mil millones de dígitos. 
Borwein desarrolló un algoritmo que aplica los polinomios de Chebyshev a la función Dirichlet eta para producir una serie muy rápidamente convergente adecuada para cálculos numéricos de alta precisión, que publicó con motivo de la concesión de un doctorado honorario a su hermano, Jonathan.
Peter Borwein también colaboró con David Bailey de la NASA y Simon Plouffe de la Universidad de Quebec para calcular los dígitos hexadecimales individuales de π. Esto proporcionó una manera para que los matemáticos puedan determinar el n-ésimo dígito de π sin calcular los dígitos anteriores. En 2007 con Tamás Erdélyi, Ronald Ferguson y Richard Lockhart resolvió el problema 22 de Littlewood.

## Afiliaciones
Profesor de la Universidad Simon Fraser, Peter Borwein está afiliado a la Investigación Interdisciplinaria en Ciencias Matemáticas y Computacionales (IRMACS), Centro de Matemáticas Experimentales y Constructivas (CECM), Matemáticas de la Tecnología de la Información y Sistemas Complejos (MITACS), y el Instituto del Pacífico para Ciencias Matemáticas (PIMS). 

## Publicaciones
Fue autor de más de doscientas publicaciones entre artículos y libros. Como coautor, Borwein ha escrito:
- Pi: A Source Book (con Lennart Berggren y Jonathan Borwein, 2000),
- Polynomials and Polynomial Inequalities (con Tamas Erdelyi, 1998),
- Pi y AGM (1987; reimpreso en 1998),
- A Dictionary of Real Numbers (con Jonathan Borwein),
- Computational Excursions in Analysis and Number Theory (2002),
- The Riemann Hypothesis: A Resource for Afficionado and Virtuoso Alike (con Stephen Choi, Brendan Rooney y Andrea Weirathmueller, 2007).

Con su hermano, Jonathan, coeditó la serie de libros de la Sociedad Matemática Canadiense / Springer-Verlag en Matemáticas. En 2002, Peter Borwein, con Loki Jorgenson, ganó un Premio Lester R. Ford por su artículo expositivo Visible Structures in Number Theory.

## Fallecimiento
Falleció el 23 de agosto de 2020 a causa de una neumonía secundaria a la esclerosis múltiple que sufría desde hacía dos décadas.
Se ha creado un fondo de becas con su nombre para honrar su vida y sus logros. La beca de posgrado en Matemáticas Peter Borwein Memorial proporcionará ayuda financiera a estudiantes graduados excepcionales en el Departamento de Matemáticas de SFU.